# Hans Beerhenke
Hans Beerhenke (* 22. Oktober 1923 in Witten; † 26. März 1995 in Wuppertal) war ein deutscher Schauspieler.

## Leben und Wirken
Der markante Schauspieler mit dem glatten schwarzen Haar und dem dichten Schnauzbart begann seine Laufbahn an der Burghofbühne Dinslaken und avancierte in den 1970er-Jahren zu einem profilierten und vielbeschäftigten Darsteller in Film- und Fernsehproduktionen, wobei er oft bodenständige Charaktere, bisweilen mit ruhrdeutschen Dialekten, verkörperte.
Er spielte unter der Regie von Peter Beauvais (Hilde Breitner), Franz Peter Wirth (Der zerbrochene Krug nach Heinrich von Kleist), Tom Toelle (Wo geht’s lang, Kutti?), Michael Verhoeven (Gegen die Regel), Agnieszka Holland (Bittere Ernte mit Armin Mueller-Stahl), Wolfgang Staudte (Satan ist auf Gottes Seite) und Margarethe von Trotta (Rosa Luxemburg, in der Rolle des Ignaz Auer). Besonders oft war er in Filmen der Fernsehreihe Tatort zu sehen. In insgesamt acht Filmen verkörperte er skurrile Figuren vom Kriminalkommissar (Die Abrechnung) bis zum Gefängniswärter (Ein Schuß zuviel, Acht Jahre später) – davon sechs Mal in WDR-Produktionen um den „Kommissar Haferkamp“ (Hansjörg Felmy) sowie in einer Produktion des SDR (Einer sah den Mörder) um den „Kommissar Lutz“ (Werner Schumacher) und einer des NDR (Das Zittern der Tenöre nach Hansjörg Martin), dem zugleich einzigen Fall des Tatort-Kommissars „Greve“ (Erik Schumann).
Daneben wirkte Beerhenke in Gastrollen in verschiedenen Fernsehserien wie Ein Fall für zwei, Engels & Consorten und Der Alte mit. In der ZDF-Serie Spreepiraten spielte Beerhenke die wiederkehrende Rolle des „Otto Zwicknagel“.
Beerhenkes Leidenschaft galt dem Theater. So spielte er an den Wuppertaler Bühnen und immer wieder bei den Ruhrfestspielen Recklinghausen. Seine letzte Rolle war 1992 der „Opa“ in Zimmer frei von Markus Köbeli unter der Regie von Meinhard Zanger am Kölner Urania-Theater.

## Filmografie (Auswahl)
- 1968: Schichtwechsel
- 1969: Die Revolte
- 1974: Zündschnüre
- 1974: Der zerbrochene Krug
- 1974: Tatort: Acht Jahre später
- 1975: Tatort: Die Abrechnung
- 1975: Sieben Erzählungen aus der Vorgeschichte der Menschheit
- 1975: Hilde Breitner
- 1976: Tatort: Fortuna III
- 1977: Tatort: Drei Schlingen
- 1977: Eine Jugendliebe
- 1977: Der Alte (Fernsehserie, Folge 1x02 Jack Braun)
- 1978: Wo geht’s lang, Kutti?
- 1978: Der Botenjunge
- 1979: Tatort: Die Kugel im Leib
- 1979: Tatort: Ein Schuß zuviel
- 1980: Car-napping – bestellt – geklaut – geliefert
- 1980: Jägerschlacht
- 1981: Fünf Flaschen für Angelika
- 1981: Tatort: Das Zittern der Tenöre
- 1982: Ein Fall für zwei: Brandstiftung
- 1982: Ein Stück Himmel
- 1983: Satan ist auf Gottes Seite
- 1984: Wodzeck
- 1984: Büro, Büro
- 1984: Flußfahrt mit Huhn
- 1984: Ein Fall für zwei: Morgengrauen
- 1985: Küken für Kairo
- 1985: Bittere Ernte
- 1986: Gegen die Regel
- 1986: Tatort: Einer sah den Mörder
- 1986: Rosa Luxemburg
- 1987: Die Krimistunde (Fernsehserie, Folge 26 Lebe wohl, schöne Welt)
- 1988: Ein Unding der Liebe
- 1989–1990: Spreepiraten
- 1989: Lockvögel
- 1991: Gesucht wird Ricki Forster
- 1991: Die Blattlaus
- 1995: Balko (Fernsehserie, Folge 1x02 Kampf der Hähne)